# Brian Baloyi
Brian Baloyi (* 16. März 1974 in Alexandra) ist ein ehemaliger südafrikanischer Fußballspieler. Der Torhüter gewann in seiner Karriere vier südafrikanische Meisterschaften und zahlreiche weitere nationale Titel und stand bei fünf großen Turnieren im Aufgebot der südafrikanischen Nationalmannschaft.

## Karriere

### Verein
Baloyi absolvierte zwischen 1992 und 2004 weit über 300 Ligaspiele für die Kaizer Chiefs. Neben zwei nationalen Meisterschaften (1992 und 2004) gewann er 2001 gegen Inter Luanda den African Cup Winners’ Cup, insgesamt fünfmal den Rothmans Cup (1997, 1998) bzw. Coca-Cola Cup (2001, 2003, 2004), den Bob Save Super Bowl (1992, 2000) und die BP Top 8 (1992, 1994, 2001). Während der Saison 2003/04 verlor er seinen Stammplatz an Rowen Fernandez und wechselte am Saisonende zu den Mamelodi Sundowns. Dort war er ab 2006 zumeist hinter Calvin Marlin nur Ersatztorhüter und kam in fünf Jahren auf lediglich 49 Einsätze. In diese Zeit fielen zwei weitere Meistertitel (2006, 2007) und je ein Triumph im Nedbank Cup (2008) und im SAA Supa 8 (2007).

### Nationalmannschaft
Baloyi debütierte am 4. Juni 1997 in einem Freundschaftsspiel gegen die Niederlande in der südafrikanischen Nationalelf. Ende des Jahres kam er beim Konföderationen-Pokal 1997 im abschließenden Gruppenspiel gegen Uruguay zum Einsatz. Wenige Monate später nahm er als Stammtorhüter an der Afrikameisterschaft 1998 teil und belegte mit der Landesauswahl nach einer 0:2-Niederlage im Finale gegen Ägypten den zweiten Rang. 
Bei der Weltmeisterschaft 1998 in Frankreich blieb er wie auch bei der Afrikameisterschaft 2002 als Ersatzkeeper hinter dem Europalegionär Hans Vonk ohne Einsatz. 2000 gehörte er als einer von zwei über 23-Jährigen zum südafrikanischen Aufgebot bei den Olympischen Spielen in Australien, war dort aber nur Ersatzkeeper hinter Emile Baron.
In der Folge kam Baloyi, der mehrfach auch die Kapitänsbinde trug, immer seltener zu Einsätzen, zwischen 2004 und 2008 wurde er lediglich drei Mal aufgeboten. Im Mai 2009 berief ihn Nationaltrainer Joel Santana überraschend in das 30 Mann umfassende provisorische Aufgebot für den Konföderationen-Pokal 2009, nachdem er seinen Mannschaftskollegen Marlin zum Saisonende hin bei Mamelodi von der Torhüterposition verdrängen konnte.

## Nach dem Karriereende
Seit November 2010 ist Brian Baloyi Besitzer und Präsident von Alexandra United.